# Baranyi Pál
Baranyi Pál (Jászberény, 1657. január 25. – Nagyszombat, 1719. december 8.) jezsuita prédikátor.

## Élete
A jezsuita rendbe lépett Gyöngyösön 1674-ben. Miután tanulmányait befejezte, világi ruhába öltözködve hatolt be Erdélybe és Barany László névvel Kolozsváron a gimnáziumban négy évig tanított. Öt év elteltével ismét visszament Erdélybe, és ott 13 évig hirdette a katolikus hitet. A románok egy részét megnyerte a katolikus egyháznak. Visszatérve Magyarországra, Pesten öt évig hitszónok és az ottani rendház főnöke volt; majd Nagyszombatba rendelték, ahol nyolc évig volt az ottani rendház főnöke és magyar hitszónok. Működése közben érte őt a halál.

## Munkái
- Viaticum spirituale peregrinantis animae ad coelestem patriam. Claudiopoli, 1690. és 1695 (névtelenül)
- A Szent Irás summája… más több a Sz. Iráshoz tartozandó emlékezetes dolgokkal együtt… Kolozsvár. 1695 (névtelenül, Sándor István tévesen állítja e könyv szerzőjének Szőnyi Nagy Istvánt)
- Lelki paradicsom. H. n., 1700 (névtelenül. 2. kiadása Nagyszombat, 1720)
- Catechismus valachicus. Albae Juliae, 1702 (román nyelven cirill betűkkel)
- Raphael archangelus peregrinantium de terris fidus Achates et custos animae. Tyrnaviae, 1702 és 1708 (magyarul?)
- Imago vitae et mortis. Az életnek és halálnak képe. Avagy halotti prédikácziók. Nagyszombat, 1712 és 1719, két rész
- A szentek lajstroma, azaz minden napra rendeltetett elmélkedések. Jean-Etienne Grosez franczia művének latin mása után ford. Ugyanott, 1713 (2. kiadás. Uo. 1723, Egerben 1771-ben újra kiadták)

Vasárnapi prédikációit kéziratban hagyta maga után.